# Tyrone Evans
Tyrone Evans (Akron (Ohio), 1977) is een Amerikaans professioneel worstelaar. Hij was, onder zijn ringnaam Michael Tarver, bekend in de WWE en was lid van The Nexus.

## Carrière
Van 2005 tot 2008 worstelde Evans in verscheidene onafhankelijke promoties (Independents circuits).
In 2008 ondertekende Evans een contract met de World Wrestling Entertainment (WWE) en werd verwezen naar de Florida Championship Wrestling (FCW), een WWE-opleidingscentrum. Hij begon in de FCW te worstelen onder zijn ringnaam "Tyrone Jones". In mei 2008 had hij een feud (ruzie of vete) met Atlas SaBone. In juni en juli 2008 worstelde Jones meerdere keren tegen Kevin Kiley Jr. en TJ Wilson. In september 2008 kreeg hij Byron Saxton als zijn manager en veranderde zijn ringnaam in "Tyson Tarver". In 2009 veranderde hij opnieuw zin ringnaam in "Michael Tarver".
Op 16 februari 2010 was men aangekondigd dat Tarver een van de acht FCW-worstelaar die deelnamen in de eerste seizoen van WWE NXT met Carlito als zijn mentor. Op 11 mei 2011 was Tarver geëlimineerd tijdens de eerste eliminatieronde op NXT. Een week na de seizoensfinale van NXT, Tarver en de rest van de NXT-seizoen 1 'rookies' (rekruten) verstoorden op Raw de 'main event' tussen John Cena en CM Punk. Ze aanvielen Cena, Punk, de commentatorenteam en de ringaankondiger Justin Roberts. In de Raw-aflevering van 21 juni 2010 kreeg de groep de naam The Nexus. Tarver was de tweede persoon die uit de groep werd gezet nadat hij verslagen werd door John Morrison. Later liep Tarver een liesblessure op en de verhaallijn met The Nexus kwam ten einde. Op 13 juni 2011 was Tarver zijn WWE-contract afgelopen en werd vrijgegeven.

## In worstelen
- Finishers
  - Kill Shot (Knockout punch)
  - Tarver's Lightning (Spinning side slam)

- Signature moves
  - Multiple jabs
  - Overhead belly to belly suplex

- Bijnamen
  - "Iron"
  - "The New Danger"
  - "The Panther"
  - "The Upgrade"
  - "Mr. 1.9"

## Prestaties
- Main Event Wrestling League

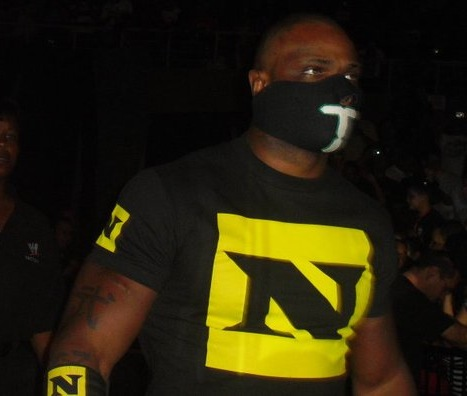
Tarver als Nexus-lid

  - MEWL Heavyweight Championship (1 keer)

- Pro Wrestling Xpress
  - PWX Brass Knuckles Championship (1 keer)

- Pro Wrestling Illustrated
  - PWI Feud of the Year (2010) – The Nexus vs. WWE
  - PWI Most Hated Wrestler of the Year (2010) – als deel van The Nexus

- World Wrestling Entertainment
  - Slammy Award
    - "Shocker of the Year" (2010) – het debuut van The Nexus